# よしもと祇園花月
よしもと祇園花月（よしもとぎおんかげつ）は、吉本興業が運営するお笑い専門の劇場。京都市東山区の祇園会館内にある。

## 概要
これまで映画館だった劇場スペースを利用し、よしもとの演芸場として2011年5月3日にプレオープンし同年7月15日に開場した。
かつて吉本興業は、京都市中京区の新京極に京都花月劇場を運営していたが1987年に閉館。その後再び常設劇場を京都にとの機運が高まり、24年ぶりに設けるに至った。
客席数は502席（内桟敷席が18席）と同年11月に閉館した京橋花月とほぼ同数で、吉本興業が運営する中規模劇場としての機能を引き継いでいる。
京都花月時代は、なんば花月と比して人気の低い芸人がブッキングされる傾向にあったが、祇園花月においては改善され、テレビ番組などで知名度の高い芸人が連日ラインナップされている。また週末を中心に、東京吉本所属の芸人も出演する。
劇場の裏にある一軒家を楽屋として使用している。
2025年5月19日、同年8月18日をもって閉館となることが発表された。

## 画像ギャラリー

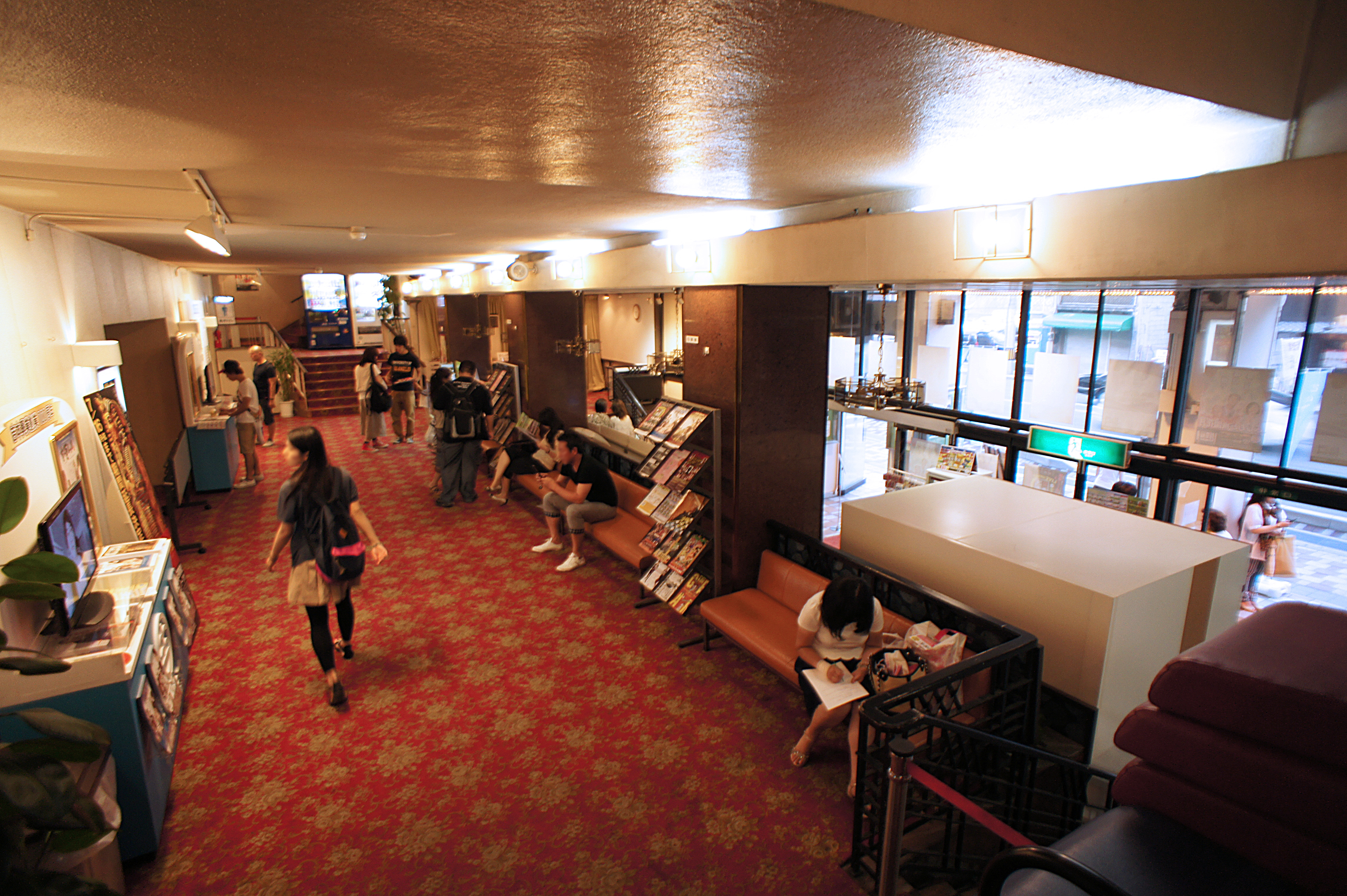
ロビー
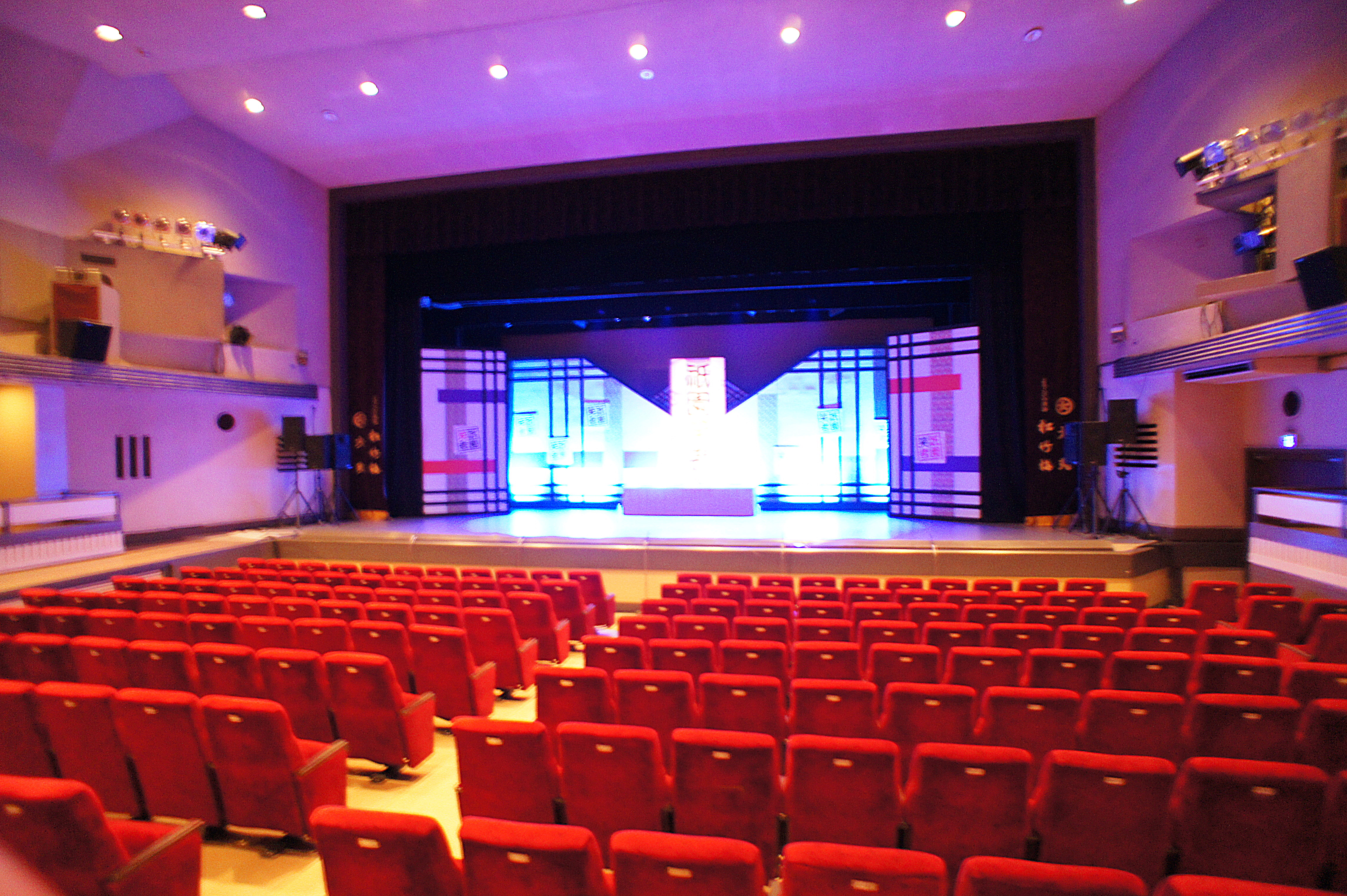
客席